# Fusillade entre Wild Bill Hickok et Davis Tutt

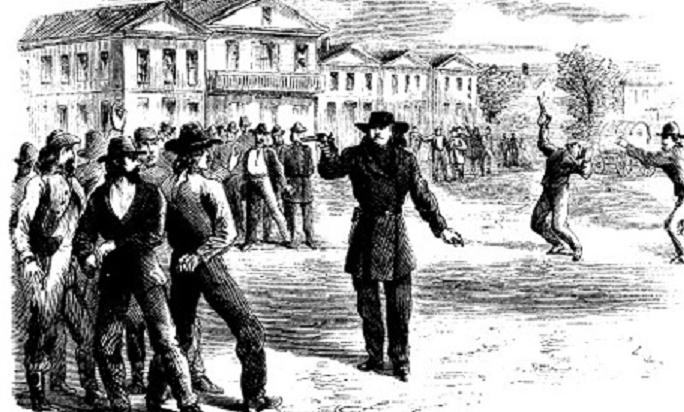
Wild Bill Hickok menace l'ami de Davis Tutt après avoir vaincu Tutt dans un duel, illustration tirée du Harper's New Monthly Magazine, février 1867.

La fusillade entre Wild Bill Hickok et Davis Tutt est un combat à l'arme à feu qui s'est déroulé le 21 juillet 1865 sur la place de la ville de Springfield (Missouri) entre Wild Bill Hickok et un cow-boy du cru nommé Davis Tutt (en). C'est l'un des rares duels seul à seul au revolver de la conquête de l'Ouest qui se soit déroulé comme décrit dans les dime novels et les westerns tels que Le train sifflera trois fois (High Noon) avec Gary Cooper ou la Trilogie du dollar avec Clint Eastwood. Le premier récit détaillé de cette fusillade a été publié dans un article de Harper's Magazine en 1867, rendant immédiatement Hickok célèbre.

## Prélude
Tutt et Hickok étaient tous deux joueurs et fréquentaient le même saloon. Ils ont été amis, bien que Tutt soit vétéran confédéré et Hickok éclaireur pour l'Union.
On en sait peu au sujet de Davis Tutt : il était originaire du Comté de Marion, Arkansas où sa famille était impliquée dans la guerre Tutt-Everett (en), il est parti vers l'Ouest après la Guerre de Sécession.
La discorde entre Hickok et Tutt commença semble-t-il au sujet de femmes ; selon les rumeurs, Hickok aurait flirté avec la sœur de Tutt ou Tutt s'intéressait de trop près à Susanna Moore, la maîtresse d'Hickok. Tout le monde s'accorde sur le fait que le 20 juillet 1865, les deux hommes étaient ennemis jurés : Hickok refusait de jouer aux cartes avec Tutt, tandis que Tutt payait les autres joueurs pour le faire perdre et le ruiner.

## La partie de cartes
Le conflit latent finit par éclater pendant une partie de poker au Lyon House Hotel (actuellement Old Southern Hotel). Wild Bill Hickok jouait contre plusieurs personnes à qui Davis Tutt (en) prêtait de l'argent et donnait des conseils.
Les enjeux étaient hauts, et Hickok gagnait environ 200 $ de l'argent de Tutt. Énervé par sa perte, Tutt rappela à Hickok la dette de 40 $ qu'il avait contractée lors de la vente d'un cheval, que Hickok paya en haussant les épaules. Tutt lui réclama alors 35 $ de dette de jeu remontant à l'époque où ils jouaient encore ensemble. Hickok répondit : « Je crois que tu as tort, Dave. C'est seulement 25 $. J'ai un memorandum dans ma poche. »
Encouragé par ses amis armés, Tutt prit de la table la montre à gousset Waltham Repeater en or de Hickok et annonça qu'il la garderait en garantie jusqu'à ce qu'Hickok paye les 35 $.
Les amis de Tutt continuèrent de narguer Hickok avec l'histoire de la montre pendant plusieurs jours, jusqu'au jour où ils annoncèrent que Tutt envisageait de la porter le lendemain sur la place de la ville. Hickok répondit : « He shouldn't come across that square unless dead men can walk,. » (Il ne devrait pas traverser cette place à moins que les morts ne puissent marcher), puis il rentra dans sa chambre pour nettoyer ses revolvers.

## La fusillade
Bien que Tutt eut humilié son rival, l'ultimatum d'Hickok lui força la main : il ne pouvait pas revenir en arrière sans faire penser qu'il avait peur d'Hickok, et pour rester à Springfield il ne pouvait pas se permettre de faire preuve de couardise. Le lendemain matin, il arriva sur la place vers 10 h, avec la montre d'Hickok à son gousset. Le mot que Tutt continuait d'humilier Hickok se propagea rapidement et atteint les oreilles d'Hickok dans l'heure.
D'après les dépositions de Eli Armstrong, John Orr et Oliver Scott, Hickok rejoignit Tutt sur la place pour discuter, en présence de Eli Armstrong et John Orr, des termes du retour de la montre. Tutt réclamait 45 $, Armstrong lui conseillait de s'en tenir aux 35 $ et Hickok ne démordait pas de ses 25 $, mais ils déclarèrent qu'ils n'avaient pas l'intention de se battre pour ça et ils allèrent boire ensemble. Puis Tutt alla à l'écurie et revint sur la place.
Un peu avant 18 h, Hickok arriva sur la place, son Colt 1851 Navy à la main. La foule se dissipa rapidement, et Tutt resta seul au coin nord-ouest de la place. Hickok s'arrêta à environ 70 m et dit : « Dave, je suis là. » Il arma son revolver, le mit dans son holster et dit : « N'approche pas avec cette montre. » Tutt ne répondit pas mais mit la main sur son revolver.
Davis Tutt était le meilleur tireur, mais tous les deux avaient démontré leur courage. Ils se mirent de profil, en position de duellistes, hésitèrent un court instant. Puis Tutt attrapa son revolver, Hickok sortit le sien, et l'assura sur son autre avant-bras. Les deux hommes tirèrent au même moment. Tutt manqua, Hickok l'atteignit entre la cinquième et la septième côte. Tutt dit « Boys, I'm killed. » (Les gars, je suis tué) et courut sous le porche du tribunal, puis dans la rue où il tomba et mourut.

## Procès
Le lendemain, un mandat d'arrêt fut émis à l'encontre d'Hickok, qui fut arrêté le surlendemain sous le nom de William Haycocke (nom qu'il utilisait à Springfield). La libération sous caution fut refusée, ce qui était normal pour les assassinats. Le juge réduisit les charges à homicide involontaire (manslaughter) d'après les circonstances, et Hickok paya une caution de 2 000 $. Pendant le procès, les noms utilisés passent de William Haycocke à J. B. Hickok et Davis Tutt/Little Dave (little est l'équivalent de l'actuel junior, qui indique le même nom que son père).
Le procès d'Hickok pour homicide involontaire débuta le 3 août 1865 et dura 3 jours. Vingt-deux témoins de la place déposèrent. Hickok était défendu par le colonel John S. Phelps (en), gouverneur de l'Arkansas pendant la guerre, le plaignant était le maire Robert Washington Fyan (en) et le juge Sempronius H. Boyd (en). Les minutes du procès ont été perdues, mais les reportages dans la presse indiquent que Hickok plaida la légitime défense. L'essentiel du procès consista à déterminer qui avait tiré le premier, seulement quatre témoins avaient vraiment vu la fusillade : deux dirent que les deux hommes avaient tiré, le troisième était derrière Hickok et ne pouvait pas voir Tutt et le quatrième dit que Tutt n'avait pas tiré, mais admit avoir remarqué qu'une chambre de son revolver était vide. Les autres témoins, qui n'avaient pas vu la fusillade dirent n'avoir entendu qu'une détonation.
Bien que la légitime défense de Hickok soit techniquement illégitime en vertu de la loi de l'État sur les duels (mutual combat) (considérant qu'il était venu sur la place armé et s'attendant au combat), le jury trouva qu'il était justifié dans son tir, la sensibilité de l'époque veut que comme Tutt était l'initiateur du combat et le premier à faire preuve d'agression manifeste — deux témoins ont indiqué que Tutt avait sorti son revolver en premier — Hickok fut absous d'avoir tiré sur Tutt. Hickok fut considéré comme particulièrement honorable pour avoir donné à Tutt plusieurs occasions d'éviter le combat quand il lui manquait de respect. Le juge donna au jury deux instructions contradictoires en apparence : que la condamnation était la seule option légale et qu'ils pouvaient appliquer la loi non-écrite du combat équitable (fair fight) et l'acquitter — c'est-à-dire jury nullification (en), doctrine qui permet aux jurés d'acquitter les prévenus qui sont techniquement coupables, mais qui ne méritent pas la peine. Le procès s'acheva le 6 août 1865 par l'acquittement d'Hickok après une délibération du jury d'une heure ou deux, verdict rare pour l'époque. Le verdict était à la fois prévisible et en accord avec la jurisprudence, comme le note un historien : « Nothing better described the times than the fact that dangling a watch held as security for a poker debt was widely regarded as a justifiable provocation for resorting to firearms. »,.(Rien ne décrit mieux l'époque que le fait de laisser pendre une montre en garantie d'une dette de poker était largement considéré comme une provocation justifiable pour recourir aux armes à feu)
Plusieurs semaines après la fusillade, le 13 septembre 1865, le colonel George Ward Nichols, qui écrivait pour Harper's Magazine, a cherché à rencontrer Hickok et a commencé les entretiens qui ont fait du tireur alors inconnu une légende de la conquête de l'Ouest.